# 건명 (북위)
건명 (建明)은 중국 북위(北魏) 장광왕(長廣王) 원엽(元曄)의 연호이다. 530년 10월에서 531년 2월까지 5개월 동안 사용하였다. 530년 10월, 이주세륭(爾朱世隆)이 원엽을 옹립하고 개원하였다. 12월에 낙양(洛陽)을 함락하여 효장제를 폐위하고 영안(永安) 연호도 폐지되었다. 이 때문에 530년 10월에서 12월까지 북위에서는 2개의 연호가 사용되었다. 531년 2월, 원엽은 폐위되고 연호도 폐지되었다.
같은 시기에 사용된 다른 연호로는 양(梁)에서 사용한 중대통(中大通 : 529년 ~ 534년)이 있다.

## 개원
영안(永安) 3년 10월 30일(530년 12월 5일)에 건명(建明)으로 개원함.

## 연대대조표
| 건명                | 원년                | 2년        |
| 서력                | 530년               | 531년      |
| 육십간지 (六十干支) | 경술(庚戌)          | 신해(辛亥) |
| 효장제 (孝莊帝)     | 영안(永安) 3년      | -          |
| 양 (梁)             | 중대통 (中大通) 2년 | 3년        |

## 삭일(1일)
| 건명 원년 (530년) | 1월             | 2월             | 3월             | 4월             | 5월             | 6월             | 7월             | 8월             | 9월             | 10월            | 11월            | 12월            |
| ----------------- | --------------- | --------------- | --------------- | --------------- | --------------- | --------------- | --------------- | --------------- | --------------- | --------------- | --------------- | --------------- |
| 삭일(음력)        | 정축일 (丁丑日) | 정미일 (丁未日) | 병자일 (丙子日) | 병오일 (丙午日) | 을해일 (乙亥日) | 을사일 (乙巳日) | 갑술일 (甲戌日) | 갑진일 (甲辰日) | 갑술일 (甲戌日) | 계묘일 (癸卯日) | 계유일 (癸酉日) | 임인일 (壬寅日) |
| 율리우스력        | 530년 2월 13일  | 3월 15일        | 4월 13일        | 5월 13일        | 6월 11일        | 7월 11일        | 8월 9일         | 9월 8일         | 10월 8일        | 11월 6일        | 12월 6일        | 531년 1월 4일   |
| 건명 2년 (531년)  | 1월             | 2월             | 3월             | 4월             | 5월             | 6월             | 7월             | 8월             | 9월             | 10월            | 11월            | 12월            |
| 삭일(음력)        | 임신일 (壬申日) | 신축일 (辛丑日) | 신미일 (辛未日) | 경자일 (庚子日) | 경오일 (庚午日) | 기해일 (己亥日) | 기사일 (己巳日) | 무술일 (戊戌日) | 무진일 (戊辰日) | 정유일 (丁酉日) | 정묘일 (丁卯日) | 병신일 (丙申日) |
| 율리우스력        | 531년 2월 3일   | 3월 4일         | 4월 3일         | 5월 2일         | 6월 1일         | 6월 30일        | 7월 30일        | 8월 28일        | 9월 27일        | 10월 26일       | 11월 25일       | 12월 24일       |

## 같이 보기
- 다른 왕조의 같은 연호
  - 서연(西燕) 건명(386년)

- 중국의 연호

| 이전 연호 영안(永安) | 중국의 연호 북위(北魏) | 다음 연호 보태(普泰) |